# Karl Lukas
Karl Lukas, nato Karol Louis Lukasiak (Lowell, 21 agosto 1919 – Westlake Village, 16 gennaio 1995), è stato un attore statunitense.
È apparso in una trentina di film dal 1953 al 1988 ed ha recitato in più di 80 produzioni per la TV dal 1951 al 1991.

## Biografia
Karl Lukas nacque a Lowell, in Massachusetts, il 21 agosto 1919. Iniziò a lavorare come attore in teatro e fece parte di diverse produzioni (tra cui Mister Roberts con Henry Fonda) fin dagli anni quaranta. Debuttò al cinema e in televisione agli inizi degli anni cinquanta ma parallelamente portò avanti la carriera teatrale. Attore caratterista, per il teleschermo vanta una lunga serie di partecipazioni a serie televisive. Interpretò tra gli altri, il soldato Stash Kadowski in 94 episodi della serie The Phil Silvers Show dal 1955 al 1958, Scotty in nove episodi della serie Tre nipoti e un maggiordomo dal 1966 al 1968 (più un altro episodio con un altro ruolo) e Carl in sei episodi della serie A cuore aperto dal 1985 al 1987. Lukas interpretò, nella sua prolifica carriera televisiva, anche molti personaggi non regolari o presenti in un solo episodio, occasionalmente diversi ruoli in più episodi per singola serie, come in due episodi di Hennesey, quattro episodi di Alfred Hitchcock presenta, quattro episodi di Mister Ed, il mulo parlante, tre episodi di Gunsmoke, due episodi di Shane, quattro episodi di Vita da strega, due episodi di Mannix, due episodi di Bonanza e due episodi di Cannon.
Collezionò inoltre diverse presenze per gli schermi cinematografici recitando in ruoli più o meno secondari, come il sergente Hutchins in Under Fire del 1957, Hal Bruck in La vera storia di Lynn Stuart del 1958, Agnelli in È sbarcato un marinaio del 1958, Hallert in Inferno sul fondo del 1958, Greenie in L'agguato del 1959, Dugan in C'era una volta un piccolo naviglio del 1959, un poliziotto in Un marziano sulla Terra del 1960, Otis in Uomini e cobra del 1970, il capitano della USS California Harold C. Train in Tora! Tora! Tora! del 1970, Connors in Las Vegas Lady del 1975, il barista Wally in Whiffs la guerra esilarante del soldato Frapper del 1975 e Charley in Un gioco estremamente pericoloso del 1975.
Nel 1991 recitò nel film TV Don't Touch My Daughter, che resta la sua ultima apparizione per il teleschermo mentre per il cinema l'ultimo ruolo che interpretò fu quello di un barista nel film del 1988 Alla scoperta di papà. Morì a Westlake Village, in California, il 16 gennaio 1995 e fu seppellito al San Fernando Mission Cemetery di Mission Hills.

## Filmografia

### Cinema
- 12 metri d'amore (The Long, Long Trailer) (1953)
- Under Fire (1957)
- La vera storia di Lynn Stuart (The True Story of Lynn Stuart) (1958)
- È sbarcato un marinaio (Onionhead) (1958)
- Inferno sul fondo (Torpedo Run) (1958)
- L'agguato (The Trap) (1959)
- C'era una volta un piccolo naviglio (Don't Give Up the Ship) (1959)
- Un marziano sulla Terra (Visit to a Small Planet) (1960)
- In punta di piedi (Tall Story) (1960)
- Il grande impostore (The Great Impostor) (1961)
- L'uomo caffelatte (Watermelon Man) (1970)
- Uomini e cobra (There Was a Crooked Man...) (1970)
- Tora! Tora! Tora! (1970)
- Josie's Castle (1972)
- L'imperatore del Nord (Emperor of the North Pole) (1973)
- Una pazza storia d'amore (Blume in Love) (1973)
- I duri di Oklahoma (Oklahoma Crude) (1973)
- Mezzogiorno e mezzo di fuoco (Blazing Saddles) (1974)
- Herbie il Maggiolino sempre più matto (Herbie Rides Again) (1974)
- Attento sicario: Crown è in caccia (99 and 44/100% Dead) (1974)
- Terremoto (Earthquake) (1974)
- Las Vegas Lady (1975)
- Whiffs la guerra esilarante del soldato Frapper (Whiffs) (1975)
- Un gioco estremamente pericoloso (Hustle) (1975)
- Panico nello stadio (Two-Minute Warning) (1976)
- Quello strano cane... di papà (The Shaggy D.A.) (1976)
- Scusi, dov'è il West? (The Frisco Kid) (1979)
- Il grande imbroglio (Big Trouble) (1986)
- Alla scoperta di papà (Memories of Me) (1988)

### Televisione
- Lux Video Theatre – serie TV, un episodio (1951)
- Four Star Playhouse – serie TV, un episodio (1953)
- Armstrong Circle Theatre – serie TV, un episodio (1953)
- Inner Sanctum – serie TV, un episodio (1954)
- Studio One – serie TV, un episodio (1954)
- The Phil Silvers Show – serie TV, 94 episodi (1955-1958)
- The United States Steel Hour – serie TV, un episodio (1955)
- The Court of Last Resort – serie TV, episodio 1x06 (1957)
- Tombstone Territory – serie TV, un episodio (1958)
- Suspicion – serie TV, un episodio (1958)
- The Rifleman – serie TV, un episodio (1958)
- Steve Canyon – serie TV, episodio 1x08 (1958)
- Man with a Camera – serie TV, episodio 1x06 (1958)
- Playhouse 90 – serie TV, un episodio (1958)
- Lawman – serie TV, un episodio (1959)
- State Trooper – serie TV, un episodio (1959)
- Yancy Derringer – serie TV, episodio 1x28 (1959)
- Johnny Ringo – serie TV, un episodio (1959)
- Hawaiian Eye – serie TV, episodio 1x10 (1959)
- The Deputy – serie TV, un episodio (1959)
- This Man Dawson – serie TV, episodio 1x20 (1960)
- Bourbon Street Beat – serie TV, un episodio (1960)
- Not for Hire – serie TV, episodio 1x18 (1960)
- The Man from Blackhawk – serie TV, un episodio (1960)
- The Slowest Gun in the West – film TV (1960)
- Alfred Hitchcock presenta (Alfred Hitchcock Presents) – serie TV, 4 episodi (1961-1962)
- La valle dell'oro (Klondike) – serie TV, episodio 1x13 (1961)
- Indirizzo permanente (77 Sunset Strip) – serie TV, episodio 3x19 (1961)
- Miami Undercover – serie TV, un episodio (1961)
- Guestward Ho! – serie TV, un episodio (1961)
- Hennesey – serie TV, 2 episodi (1961)
- Mister Ed, il mulo parlante (Mister Ed) – serie TV, 4 episodi (1962-1965)
- Outlaws – serie TV, episodio 2x20 (1962)
- Carovane verso il West (Wagon Train) – serie TV, un episodio (1962)
- G.E. True – serie TV, episodio 1x14 (1963)
- The Beverly Hillbillies – serie TV, un episodio (1963)
- Ben Casey – serie TV, episodio 2x19 (1963)
- Gli intoccabili (The Untouchables) – serie TV, un episodio (1963)
- The Wide Country – serie TV, episodio 1x27 (1963)
- L'ora di Hitchcock (The Alfred Hitchcock Hour) – serie TV, un episodio (1963)
- Il mio amico marziano (My Favorite Martian) – serie TV, un episodio (1963)
- Gunsmoke – serie TV, 3 episodi (1964-1966)
- Vita da strega (Bewitched) – serie TV, 4 episodi (1964-1971)
- The Travels of Jaimie McPheeters – serie TV, episodio 1x20 (1964)
- La grande avventura (The Great Adventure) – serie TV, un episodio (1964)
- The Andy Griffith Show – serie TV, un episodio (1964)
- The Cara Williams Show – serie TV, un episodio (1964)
- Lucy Show (The Lucy Show) – serie TV, un episodio (1964)
- Bonanza – serie TV, 2 episodi (1965-1972)
- Slattery's People – serie TV, un episodio (1965)
- My Living Doll – serie TV, episodio 1x24 (1965)
- Gli uomini della prateria (Rawhide) – serie TV, episodio 7x27 (1965)
- La leggenda di Jesse James (The Legend of Jesse James) – serie TV, un episodio (1965)
- The Dick Van Dyke Show – serie TV, un episodio (1965)
- The Donna Reed Show – serie TV, 2 episodi (1965)
- Tre nipoti e un maggiordomo (Family Affair) – serie TV, 10 episodi (1966-1970)
- Le spie (I Spy) – serie TV, episodio 1x16 (1966)
- I Monkees (The Monkees) – serie TV, un episodio (1966)
- Shane – serie TV, episodi 1x01-1x14 (1966)
- Occasional Wife – serie TV, un episodio (1966)
- Agente 4K2 chiede aiuto (Warning Shot) – film TV (1967)
- Batman – serie TV, un episodio (1967)
- Iron Horse – serie TV, un episodio (1967)
- Mannix – serie TV, 2 episodi (1968-1971)
- Arrivano le spose (Here Come the Brides) – serie TV, un episodio (1968)
- Room 222 – serie TV, un episodio (1969)
- Petticoat Junction – serie TV, un episodio (1969)
- Bracken's World – serie TV, un episodio (1970)
- Dove vai Bronson? (Then Came Bronson) – serie TV, un episodio (1970)
- L'immortale (The Immortal) – serie TV, un episodio (1970)
- The Bold Ones: The Lawyers – serie TV, un episodio (1970)
- Cannon – serie TV, 2 episodi (1971-1974)
- F.B.I. (The F.B.I.) – serie TV, un episodio (1971)
- Giovani avvocati (The Young Lawyers) – serie TV, episodio 1x23 (1971)
- Mistero in galleria (Night Gallery) – serie TV, un episodio (1971)
- Un vero sceriffo (Nichols) – serie TV, un episodio (1972)
- Temperatures Rising – serie TV, un episodio (1972)
- La strana coppia (The Odd Couple) – serie TV, un episodio (1974)
- La casa nella prateria (Little House on the Prairie) – serie TV, episodio 2x04 (1975)
- Barbary Coast – serie TV, un episodio (1975)
- L'uomo invisibile (The Invisible Man) – serie TV, un episodio (1975)
- Ellery Queen - serie TV, episodio 1x17 (1976)
- Agenzia Rockford (The Rockford Files) – serie TV, un episodio (1976)
- Ark II – serie TV, un episodio (1976)
- Switch – serie TV, un episodio (1977)
- Quincy (Quincy M.E.) – serie TV, un episodio (1981)
- A cuore aperto (St. Elsewhere) – serie TV, 6 episodi (1985-1987)
- Don't Touch My Daughter – film TV (1991)